# 和徳村
和徳村（わとくむら）は、かつて青森県にあった村。

## 地理
和徳村は中津軽郡の東部に位置する。地形は平坦で、西側の村境を岩木川が北流し、東側及び北側の村境を平川が西北に流れている。

## 沿革
- 1889年（明治22年）4月1日 - 町村制施行により中津軽郡和徳村、高崎村、堅田村、撫牛子村、大久保村、津賀野村、百田村、向外瀬村、清野袋村が合併し、和徳村が発足。合併前の旧村名を大字とした。
- 1894年（明治27年）12月1日 - 奥羽本線弘前 - 青森間開通。この時点での弘前駅は和徳村村域にあった。
- 1935年（昭和10年）4月15日 - 奥羽本線撫牛子駅、和徳駅（1940年11月1日廃止）開業。
- 1936年（昭和11年）1月1日 - 大字和徳、高崎、堅田（一部）を分離し弘前市に編入。そのため大字和徳に位置していた和徳駅は弘前市に位置することとなる。
- 1952年（昭和27年）4月1日 - 中津軽郡豊田村の一部を編入。
- 1955年（昭和30年）3月1日 - 弘前市に編入され消滅。

## 交通

### 鉄道
- 日本国有鉄道
  - 奥羽本線：撫牛子駅

### バス
1939年時点では板柳町に向かうバス路線が存在した。